# 가치
가치(價値)는 일반적으로 좋은 것, 값어치 · 유용(有用) · 값을 뜻하며, 인간의 욕구나 관심을 충족시키는 것, 충족시키는 성질, 충족시킨다고 생각되는 것이나 성질을 말한다.
인간의 욕구나 관심은 경제적이냐, 사회적이냐, 이론적이냐, 도덕적이냐, 종교적이냐에 따라 제각기 가치의 종류가 있다. 상품은 일상생활에서 유용하며 또한 일정한 값어치를 지니고 있다.
이론적인 가치는 진(眞)이고 도덕적인 가치는 선(善)이며, 미적 관심을 충족시키는 것은 미(美)이다. 실제생활에 도움이 되지 않는 건조물도 역사적 · 사회적으로 가치를 지니는 일이 있다.
가치란 무엇이냐, 가치는 어떻게 인식되느냐는 등 가치와 사실과의 관계 따위를 연구하는 것이 가치론(價値論)이며, 사물이나 성질에 관하여 좋다 · 나쁘다 · 멋지다 · 옳다 · 틀렸다 등으로 판단하는 것이 가치판단(價値判斷)이다.

## 여러 분야에서의 가치
운동에서 MVP(Most Valuable Player)는 팀에 반드시 필요한 기둥 선수를 말한다. 프로선수라면 가치를 몸값과 거의 동일시할 수 있다.
학문에서 가치라는 말은 단순히 중요하다는 뜻이 아니라 평가의 의미가 포함된다. 
경제학의 분야에서 가치는 상품이 지니는 속성을 가리킨다. 상품의 가치는 사용가치와 교환가치의 두가지 측면이 있다.

## 차별적 가치
차별적 가치란 저급한 사람을 차별하며 가치의 고급성을 높이는 것을 뜻한다. 예를 들어 사회의 저명한 정치인(정치가), 기업인(기업가), 저명한 법조인같은 상류층들만이 S급 명품을 구매할 수 있도록 하게 하고 있고, 하층민이나 유흥업 종사자, 연예인 따위같은 몸을 팔거나, 인기로 벌어먹는 저급한 직종은 S급 명품을 구매를 할 수 없게 하는 것을 뜻한다.

## 같이 보기
- 값
- 가격
- 가치관

## 참고 자료
- 이 문서에는 다음커뮤니케이션(현 카카오)에서 GFDL 또는 CC-SA 라이선스로 배포한 글로벌 세계대백과사전의 내용을 기초로 작성된 글이 포함되어 있습니다.